# My Name Is My Name
Albums de Pusha T
Fear of God II: Let Us Pray
(2011) King Push – Darkest Before Dawn: The Prelude
(2015)
My Name Is My Name est le premier album studio du rappeur américain Pusha T, sorti le 7 octobre 2013, sur les labels GOOD Music et Def Jam.

## Liste des titres
| 1.    | King Push                                    | Terrence Thornton, Kanye West, Sebastian Sartor | 2:52 |
| 2.    | Numbers on the Boards                        | Thornton, Don Cannon, West, Charles Njapa, Bunny Sigler, Shawn Carter, Chris Martin, Anthony King, John Matthews                                                          | 2:43 |
| 3.    | Sweet Serenade (featuring Chris Brown)       | Thornton, Kasseem Dean, West, Chris Brown | 3:39 |
| 4.    | Hold On (featuring Rick Ross)                | Thornton, West, Ross Birchard, William Roberts II, Michael Hawkins, Janice Hutson, Leroy Hutson, Joe Reaves, W. Norman                                                    | 4:45 |
| 5.    | Suicide (featuring Ab-Liva)                  | Thornton, Pharrell Williams, Rennard East | 3:42 |
| 6.    | 40 Acres (featuring The-Dream)               | Thornton, Ricardo Lamarre, Terius Nash | 4:42 |
| 7.    | No Regrets (featuring Jeezy et Kevin Cossom) | Thornton, Birchard, Bobby "Beewirks" Yewah, Jay Jenkins, Kevin Cossom | 4:48 |
| 8.    | Let Me Love You (featuring Kelly Rowland)    | Thornton, Nash, John Glass, Jeppe Thybo, Nick Johnsen | 3:43 |
| 9.    | Who I Am (featuring 2 Chainz et Big Sean)    | Thornton, West, Emmanuel "Mano" Nickerson, Tauheed Epps, Sean Anderson, Renee Scroggins, Sey Kwesi                                                                        | 3:41 |
| 10.   | Nosetalgia (featuring Kendrick Lamar)        | Thornton, West, Dominick Lamb, Anthony Khan, Kendrick Duckworth, Scott La Rock, Lawrence Parker, Homer Banks, Carl Hampton, Raymond Jackson, Trevor Horn, Malcolm McLaren | 3:36 |
| 11.   | Pain (featuring Future)                      | Thornton, West, Nayvadius Wilburn, Laxmikant-Pyarelal, Anand Bakshi | 4:11 |
| 12.   | S.N.I.T.C.H. (featuring Pharrell)            | Thornton, Williams | 4:03 |
| 46:25 |                                              | |      |